# Penthicodes nigropunctata
Penthicodes nigropunctata är en insektsart som först beskrevs av Gutrin-mtneville 1838.  Penthicodes nigropunctata ingår i släktet Penthicodes och familjen lyktstritar. Inga underarter finns listade i Catalogue of Life.